# Janggan
Janggan is een bestuurslaag in het regentschap Magetan van de provincie Oost-Java, Indonesië. Janggan telt 2793 inwoners (volkstelling 2010).